# ソピック
株式会社ソピックは、かつて神奈川県横浜市南区に本社を置いた企業である。

## 概要
株式会社ソピックはカラオケ、音響、映像、特殊照明、電話工事、電気工事等々の設備工事、ダーツ機器のレンタル販売等の事業を展開していた。
2010年7月には株式会社音通の子会社となり、同社のカラオケ機器販売部門の音通マルチメディアグループとして、全国のカラオケボックス・スナック・バー・などに第一興商のオンラインカラオケシステム「LIVE DAM」「デンモク」などを納入（販売あるいはリース）していた。取り扱いは、その他、JOY SOUNDの「fR」「f1」やオンラインダーツシステム「D-1」など。
2013年4月に株式会社音通ビデオエイティーと合併し、株式会社ビデオエイティー・ソピックとなった。